# Summerset
Summerset – miasto w Stanach Zjednoczonych, w stanie Dakota Południowa, w hrabstwie Meade.